# Goldie Zelkowitz
Goldie Zelkowitz es un álbum de estudio de la cantante estadounidense Genya Ravan. Fue publicado en marzo de 1974 a través del sello discográfico Janus.

## Recepción de la crítica
Un escritor no especificado de Record World escribió: “Ya sea que se llame Goldie o Genya, el sonido sigue siendo inimitablemente suyo. Puede que el sello y los nombres hayan cambiado, pero la voz sigue siendo poderosa, ronca y dura”. Un escritor no especificado de la revista Cash Box escribió: “Las canciones del LP son atrevidas y poderosas [...], y sirven como buena base para su nueva carrera”.

## Rendimiento comercial
Billboard informó en la semana que finalizó el 30 de marzo de 1974 que Goldie Zelkowitz fue una selección en radio FM con transmisión en KNAC-FM, una de las principales estaciones progresivas del país.

## Lista de canciones
| Lado uno |                                |                                                 |          |  |
| N.º      | Título                         | Escritor(es)                                    | Duración |  |
| 1.       | «Easy Lady (My Oh My My Mama)» | C. C. Williamson Trevor Lawrence Gabriel Mekler | 4:08     |  |
| 2.       | «Whipping Post»                | Gregg Allman                                    | 4:25     |  |
| 3.       | «Get It Back»                  | Lawrence Mekler Genya Ravan                     | 3:10     |  |
| 4.       | «Hold on I’m Coming»           | Isaac Hayes David Porter                        | 4:22     |  |

| Lado dos |                                      |                                                                      |          |  |
| N.º      | Título                               | Escritor(es)                                                         | Duración |  |
| 1.       | «Little by Little»                   | Mekler Lawrence Ravan                                                | 3:33     |  |
| 2.       | «Letter»                             | Williamson Lawrence Ravan                                            | 4:38     |  |
| 3.       | «Breadline»                          | Williamson Lawrence Ravan                                            | 3:40     |  |
| 4.       | «Walkin'»                            | Williamson Lawrence Mekler Ravan                                     | 2:36     |  |
| 5.       | «Need Your Lovin / Peeping & Hiding» | Bobby Robinson Clarence Lewis Don Gardner James McDougal Morris Levy | 2:39     |  |

## Créditos y personal
Créditos adaptados desde las notas de álbum de Goldie Zelkowitz.
Músicos
- Kenneth “Spider” Rice – batería
- Fred Beckmeier – bajo eléctrico
- Ken Marco – guitarra
- Daniel “Kootch” Kortchmar – guitarra
- Steve Beckmeier – guitarra
- Larry Nash – piano, clarinete
- Gabriel Mekler – piano, clarinete, órgano, sintetizador Moog
- Trevor Lawrence – piano, clarinete, sintetizador Moog, trompa
- William Smith – órgano
- Mailtu Correa – percusión
- Goldie Zelkowitz – voces, armónica
- Steve Madaio – trompa
- Bobby Keys – trompa
- Abigale Haness – coros
- Gwendolyn Edwards – coros
- C. C. Williamson – coros

Personal técnico
- Gabriel Mekler – productor
- Trevor Lawrence – productor, arreglos
- Bob Scerbo – supervisor de producción
- Steve Waldman – ingeniero de audio
- John Mills – ingeniero de audio
- John Arrias – ingeniero asistente
- Malcolm Cecil – programación
- Bon Margouleff – programación
- Susan Ayres – fotografía de portada
- Ronald Koch – fotografías
- Neil Terk – director artístico